# Calyptothecium ramosii
Calyptothecium ramosii là một loài Rêu trong họ Pterobryaceae. Loài này được Broth. miêu tả khoa học đầu tiên năm 1913.